# Ranura

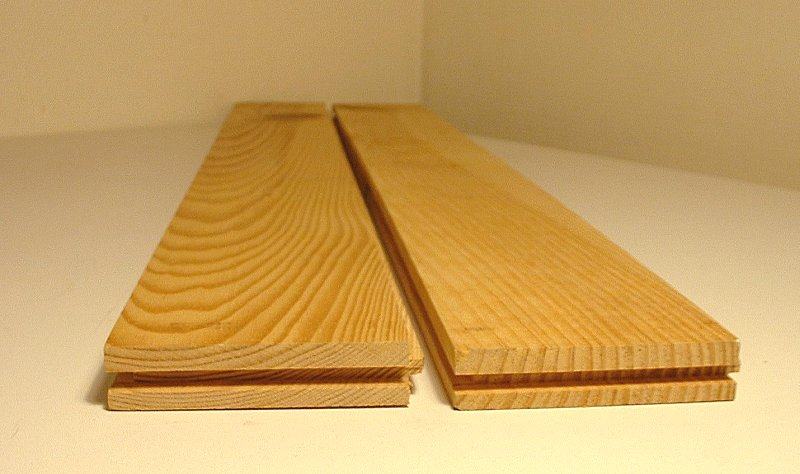
Tablero de madera con una ranura lateral

Una ranura es un canal hecho a lo largo de una pieza, normalmente para ensamblarla con otras piezas, pero su uso puede ser también como simple orificio alargado de paso para: el aire, monedas, papeles, pequeños objetos, etcétera.
Se denomina hembra a la pieza en la que se realiza este canal largo y estrecho, mientras que se llama macho a la pieza que se acoplará con la anterior mediante un saliente que encaja en dicho canal.
Esta técnica posee un uso extensivo en carpintería. No solo para los laterales de los muebles, sino también para el contrachapado, los cajones, y las hendiduras para las bisagras. También tiene gran uso para ajustar paneles prefabricados para revestir paredes, suelos y techos.
La ranura puede ser rectangular, como es el caso de los machihembrados, para lo cual se realiza un ranurado recto, por ejemplo con una fresa cilíndrica o con una fresa bailarina con la anchura de la ranura. También se realizan ranuras en forma de cola de milano, con fresas cónicas, o en forma de T, con un fresado posterior a la ranura recta, que se realizan con fresas cónicas. Para transmitir movimientos de rotación, se realizan ranuras o chaveteros para chavetas y lengüetas de ajuste y para ejes nervados con dimensiones normalizadas.
En el caso de piezas de revolución, se pueden realizar ranuras en un torno. Tales ranuras pueden hacerse sobre la superficie cilindrada o en la superficie frontal o refrentada.

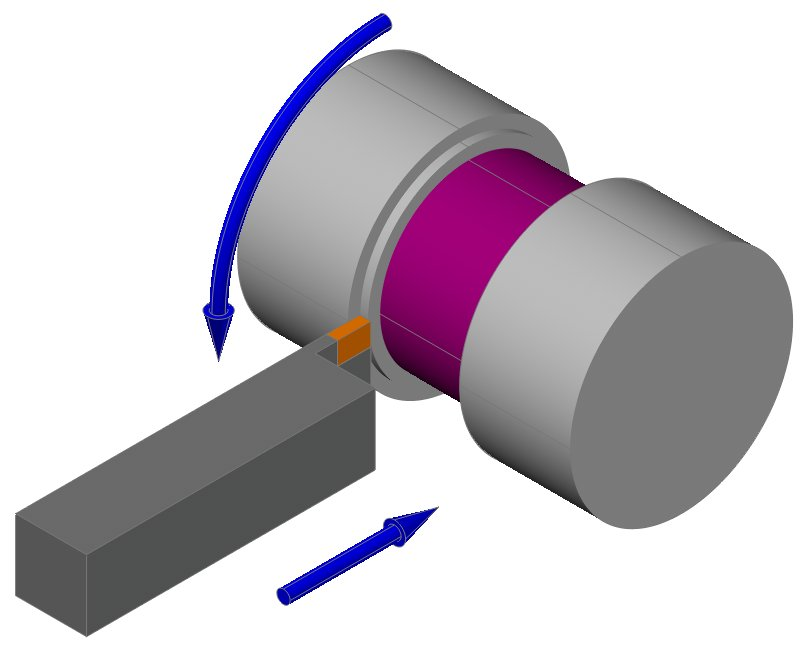
Diagrama de un ranurado cilíndrico en un torno
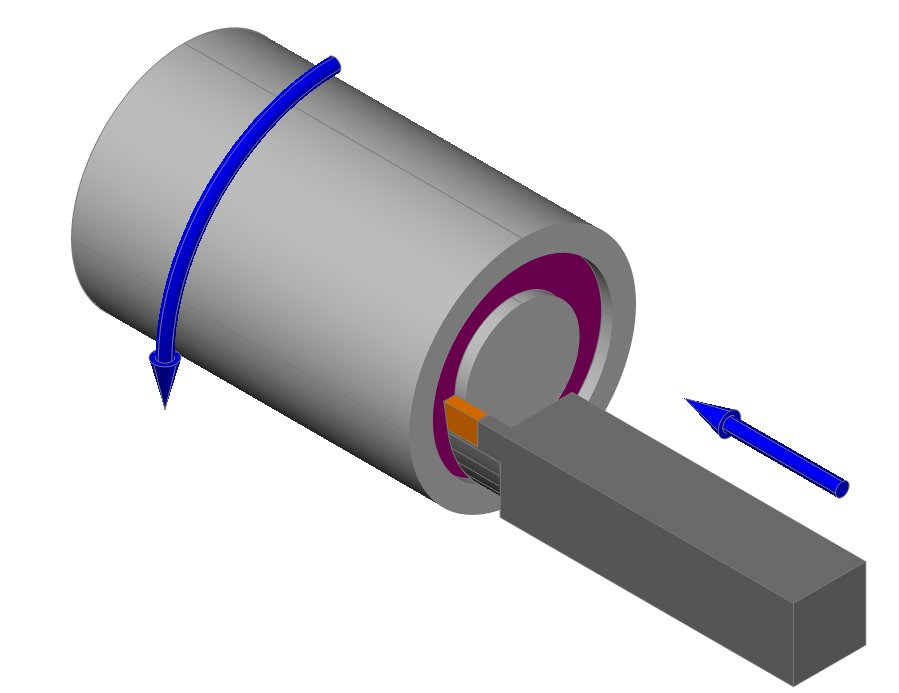
Diagrama de un ranurado frontal
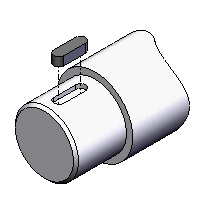
Eje con chavetero para lengüeta de ajuste
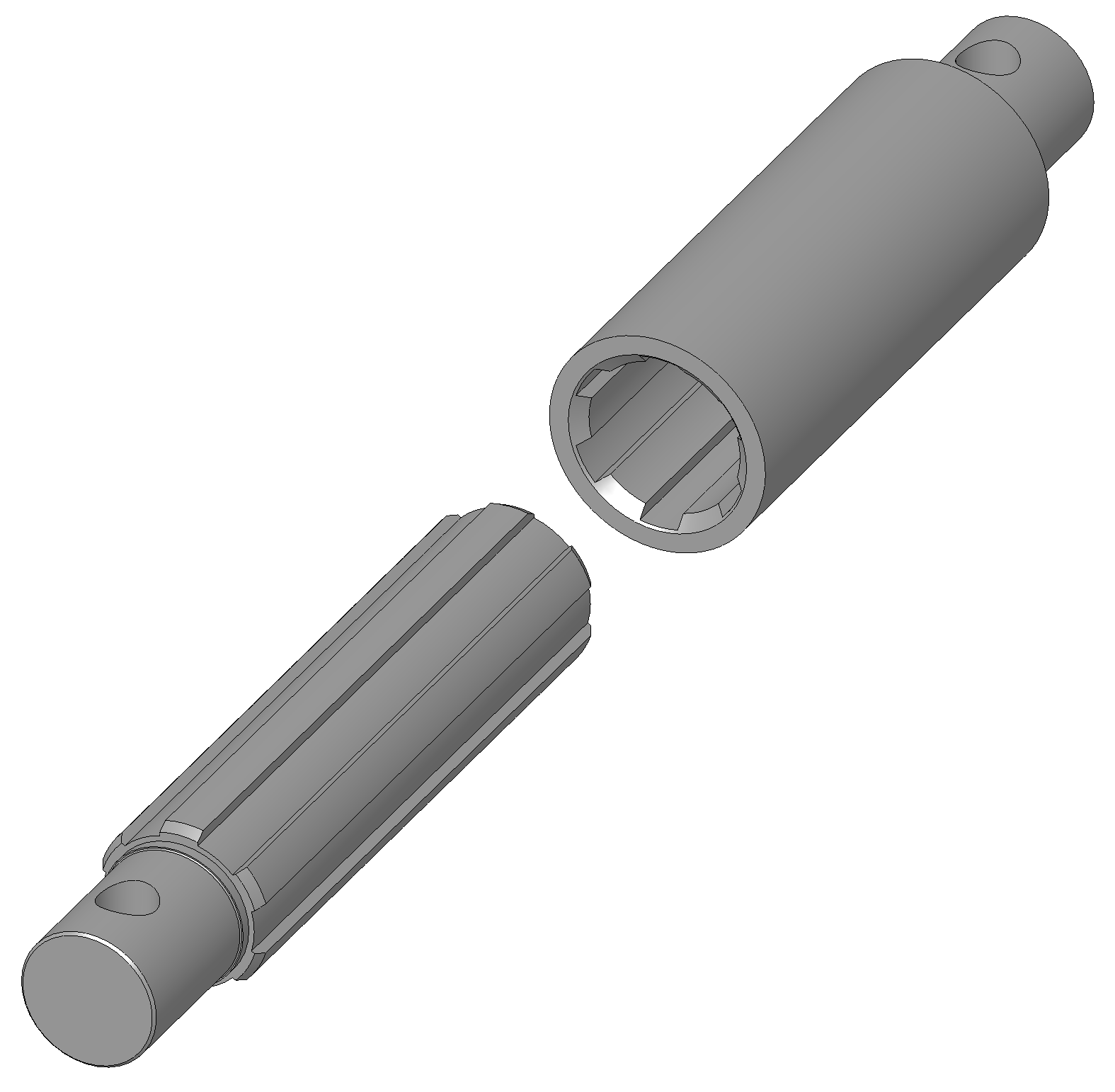
Eje y cubo nervados